# (6656) Yokota
(6656) Yokota (1992 FF) – planetoida z grupy pasa głównego asteroid okrążająca Słońce w ciągu 5,63 lat w średniej odległości 3,16 j.a. Odkryta 23 marca 1992 roku.